# Ernie Triplett
Ernie Triplett (ur. 25 września 1906 w Paris, zm. 5 marca 1934 w El Centro) – amerykański kierowca wyścigowy.

## Kariera
W swojej karierze Triplett startował głównie w Stanach Zjednoczonych w mistrzostwach AAA Championship Car oraz towarzyszącym mistrzostwom słynnym wyścigu Indianapolis 500, będącym w latach 1923-1930 jednym z wyścigów Grandes Épreuves. W pierwszym sezonie startów, w 1929 roku raz stanął na podium. Z dorobkiem pięćdziesięciu punktów uplasował się na piętnastej pozycji w klasyfikacji generalnej. Dwa lata później uzbierane 290 punktów dało mu siódme miejsce w końcowej klasyfikacji kierowców. Również w 1931 roku pierwszy raz udało mu się dojechać do mety w wyścigów Indianapolis 500, w którym uplasował się na siódmej pozycji. W 1932 w mistrzostwach AAA był czternasty.